# Calyptotheca conica
Calyptotheca conica är en mossdjursart som beskrevs av Cook 1965. Calyptotheca conica ingår i släktet Calyptotheca och familjen Parmulariidae. Inga underarter finns listade i Catalogue of Life.